# Verwaltungsgemeinschaft Kirchberg
Die Verwaltungsgemeinschaft Kirchberg ist eine Verwaltungsgemeinschaft im Landkreis Zwickau im Freistaat Sachsen. Sie besteht aus den Gemeinden
- Crinitzberg
- Hartmannsdorf
- Hirschfeld und der
- Stadt Kirchberg

Die Stadt Kirchberg ist die erfüllende Gemeinde und Sitz der Verwaltungsgemeinschaft, die seit Oktober 1999 besteht.